# Cyrus Frisch
Cyrus Frisch (ur. 22 września 1969 roku w Amsterdamie) – holenderski reżyser, scenarzysta i producent filmowy.

## Filmografia

### Filmy fabularne
- 1993: Selfpity / Zelfbeklag
- 2001: Wybacz mi (Vergeef me)
- 2007: Waarom heeft niemand mij verteld dat het zo erg zou worden in Afghanistan
- 2007: Ellen ten Damme "Stay"
- 2008: Blackwater Fever
- 2009: Oślepieni (Oogverblindend)

### Filmy krótkometrażowe
- 1990: De Kut van Maria
- 1991: Witamy 1 (Welcome 1)
- 1992: Screentest
- 1992: Witamy 2 (Welcome 2)
- 1996: Będę szanować swoje życie (I shall honour your life)

### Filmy dokumentalne
- 1995: Live Experimenteren
- 1995: Zelfbeklag
- 1998: Geen Titel